# 博迪蘇 (民國參議員)
博迪苏（1871年—1914年），博尔济吉特氏，屬内蒙古蒙古族。是僧格林沁之孫，哲里木盟科尔沁左翼后旗扎萨克博多勒噶台亲王伯彦讷谟祜的第三子。清朝至民國初年政治人物。

## 生平
光绪十七年（1891年），封辅国公。廿五年（1899年），任正黄旗汉军都统。廿八年（1902年），署正白旗蒙古都统，后署正红旗汉军都统。光绪廿九年（1903年），兼充虎槍營總統大臣、阅兵大臣，奉命在御前大臣上学习行走，后任御前大臣。
卅二年（1906年），奉清政府之命到外蒙古库伦劝达赖喇嘛回西藏，同年署镶蓝旗满洲都统。卅三年（1907年），任正白旗领侍卫内大臣，并自正蓝旗蒙古都统调任镶蓝旗满洲都统。卅四年（1908年），赏贝子衔。宣统二年（1910年），任资政院议员。三年（1911年），兼署正红旗满洲都统。
武昌起义爆发后，在北京和賽音諾顏部中左末旗扎薩克親王那彦图等发起成立蒙古王公联合会。1912年4月，博迪苏任北京临时参议院议员，不久晋升贝子。后来任总统顾问。1914年逝世。